# Li Jun Li
Li Jun Li (en chino: 李麗君; Shanghái, China   es una actriz estadounidense nacida en China, conocida por sus papeles como Iris Chang en la serie Quantico de ABC, Rose Cooper en la serie The Exorcist de Fox, Jenny Wah en la serie Wu Assassins de Netflix y Lady Fay Zhu en la película Babylon (2022).

## Primeros años
Li nació en Shanghái, China. Su padre era pintor y se mudó con la familia a Bogotá, Colombia para trabajar cuando Li tenía seis años. Tres años después, emigraron a la ciudad de Nueva York en Estados Unidos.
Se graduó del programa de danza de Fiorello H. LaGuardia High School.

## Carrera
Li tuvo su primera oportunidad en el mundo de la actuación protagonizando junto a Matthew Morrison la obra ganadora del premio Tony South Pacific (2008) de Rodgers y Hammerstein en el Lincoln Center de Nueva York. A raíz de este éxito inicial, obtuvo papeles en una variedad de programas de televisión y películas, entre ellas Blue Bloods (2010), Damages (2011), The Following (2013), Chinese Puzzle (2013) y Mistress (2014). Li amplió su visibilidad y presencia a nivel global al conseguir importantes papeles televisivos en Billy and Billie (2015) de Neil LaBute y Minority Report (2015) de la cadena Fox.
En 2016, Li fue elegida para el papel recurrente de la recluta del FBI Iris Chang en la serie de suspenso Quantico de la ABC. Ese mismo año, se unió a la serie policial Chicago P.D. de la NBC en la cuarta temporada.
El 26 de julio de 2017, Deadline anunció que Li se uniría en el papel de Rose Cooper al elenco principal de la segunda temporada de la serie de televisión The Exorcist de Fox.
El 15 de enero de 2019, se anunció que Li había sido elegida para el papel de Jenny Wah como parte del elenco principal de la serie dramática criminal sobrenatural de Netflix, Wu Assassins. En diciembre de 2020, fue elegida para la película Babylon de Damien Chazelle interpretando a Lady Fay Zhu, un papel inspirado en la actriz de cine mudo Anna May Wong. La película recibió críticas polarizadas, aunque su actuación atrajo algunos elogios.

## Filmografía
| Cine | Cine                | Cine                         | Cine                                                         |
| Año  | Título              | Rol                          | Notas                                                        |
| ---- | ------------------- | ---------------------------- | ------------------------------------------------------------ |
| 2013 | Chinese Puzzle      | Nancy                        |                                                              |
| 2014 | Song One            | Periodista de James Forester |                                                              |
| 2014 | The Humbling        | Tracy                        |                                                              |
| 2015 | Front Cover         | Miao                         |                                                              |
| 2015 | Ricki and the Flash | Empleada de uñas             |                                                              |
| 2021 | Construction        | Theresa                      |                                                              |
| 2022 | Babylon             | Lady Fay Zhu                 | Nominada al Premio del Sindicato de Actores al mejor reparto |
| 2025 | Los Pecadores       |                              | En post-producción                                           |
| TBA  | Alma and the Wolf   |                              | En post-producción                                           |

| Televisión | Televisión                   | Televisión                                  | Televisión                                       |
| Año        | Título                       | Rol                                         | Notas                                            |
| ---------- | ---------------------------- | ------------------------------------------- | ------------------------------------------------ |
| 2010       | Live from Lincoln Center     | Liat                                        | Episodio: «South Pacific»                        |
| 2010       | Blue Bloods                  | Nicka                                       | Episodio: «After Hours»                          |
| 2011       | Body of Proof                | Mira Ling                                   | Episodio: «Talking Heads»                        |
| 2011       | One Life to Live             | Asistente de la capilla gótica de Las Vegas | 1 episodio                                       |
| 2011       | Law & Order: Criminal Intent | Yasmin                                      | Episodio: «Rispetto»                             |
| 2011–2012  | Damages                      | Maggie Huang                                | Elenco recurrente (Temporadas 4-5; 12 episodios) |
| 2012       | Americana                    | Eloise Russell                              | Película para televisión                         |
| 2012       | Freestyle Love Supreme       | Danielle                                    | Película para televisión                         |
| 2012       | Smash                        | Empleada de tienda                          | Episodio: «Enter Mr. DiMaggio»                   |
| 2013       | The Following                | Meghan Leeds                                | Elenco recurrente (Temporada 1; 4 episodios)     |
| 2013       | Hatfields & McCoys           | Cara Quo                                    | Película para televisión                         |
| 2013       | Hostages                     | Mujer atractiva                             | Episodio: «Truth and Consequences»               |
| 2014       | Unforgettable                | Natalie                                     | Episodio: «New Hundred»                          |
| 2015–2016  | Billy and Billie             | Denise                                      |                                                  |
| 2015       | One Bad Choice               | Lisette Lee                                 | Episodio: «Meili Cady»                           |
| 2015       | Minority Report              | Akeela                                      | Elenco principal (10 episodios)                  |
| 2015       | Chicago P.D.                 | Anna Tse                                    | Episodio: «The Three Gs»                         |
| 2016       | Chicago P.D.                 | Julie Tay                                   | 4 episodios                                      |
| 2016       | Chicago Fire                 | Julie Tay                                   | Episodio: «The Hose or the Animal»               |
| 2016–2017  | Quantico                     | Iris Chang                                  | Elenco recurrente (12 episodios)                 |
| 2017       | Blindspot                    | Karen Sun                                   | Elenco recurrente (Temporada 2; 6 episodios)     |
| 2017–2018  | The Exorcist                 | Rose Cooper                                 | Elenco principal (Temporada 2; 10 episodios)     |
| 2018       | Gone                         | Dana Parker                                 | Episodio: «Don't Go»                             |
| 2019       | Wu Assassins                 | Jenny Wah                                   | Elenco principal (Temporada 1; 9 episodios)      |
| 2019       | Why Women Kill               | Amy Grove                                   | 3 episodios                                      |
| 2019–2022  | Evil                         | Grace Ling                                  | Elenco recurrente (6 episodios)                  |
| 2021–2023  | Sex/Life                     | Francesca                                   | Elenco recurrente (8 episodios)                  |
| 2023       | Based on a True Story        | Michelle                                    | Elenco recurrente (5 episodios)                  |
| TBA        | Spider-Noir                  | TBA                                         | Elenco principal                                 |